# Гирики (Дятловский район)
Ги́рики (бел. Гірыкі) — деревня в Дятловском сельсовете Дятловского района Гродненской области Республики Беларусь. По переписи населения 2009 года в Гириках проживало 47 человек.

## География
Гирики расположены в 11 км к северо-востоку от Дятлово, 145 км от Гродно, 4 км от железнодорожной станции Новоельня.

## История
В 1624 году упоминаются в составе Марковского войтовства Дятловской (Здентельской) волости во владении Сапег.
В 1878 году Гирики — деревня в Дятловской волости Слонимского уезда Гродненской губернии (11 дворов, магазин).
В 1880 году в Гириках проживало 32 человека. В 1905 году — 109 жителей.
В 1921—1939 годах Гирики находились в составе межвоенной Польской Республики. В сентябре 1939 года Гирики вошли в состав БССР.
В 1996 году Гирики входили в состав колхоза «Россия». В деревне насчитывалось 15 дворов, проживало 58 человек.